# 다반
다반(Darvan 또는 Darvān)은 이란 알보르즈주 카라즈 카운티의 마을이다. 2006년 인구조사에 따르면 인구 수는 총 99명이며 37개 가족이 거주하고 있다.
시간대의 경우 이란 표준시 UTC+3:30을 사용하며 일광 절약 시간제를 사용하면 UTC+4:30(IRDT)를 사용한다.